# Дирекційний кут

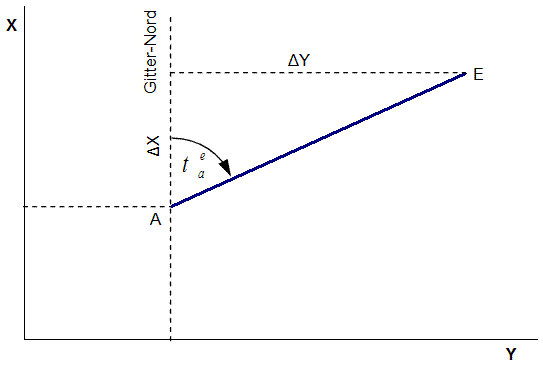
Означення дирекційного кута

Дирекці́йний кут (рос. дирекционный угол, англ. grid bearing, grid azimuth; directional angle; нім. Richtungswinkel m, Richtwinkel m, topographischer Azimut n, m, Gitterazimut n, m) — кут в горизонтальній площині, між напрямком, паралельним осі ординат та даним напрямком, відлічений за годинниковою стрілкою. В геодезії і маркшейдерії.
Дирекційний кут відраховується від напряму осьового меридіана до даного напряму. (Слісенко Я. А.)
{\displaystyle \tan t_{\rm {a,e}}={\frac {\triangle y}{\triangle x}}}

6-ти градусні зони в проєкції Гауса — Крюгера

1-а чверть n-градусної зони і лінії паралельні до осьового меридіана

Всю кулясту земну поверхню не можна перенести на площину без розривів і спотворень. Тому її ділять на рівні частини, обмежені меридіанами з різницею довгот n градусів, звані n-градусними координатними зонами. У кожній такій зоні за вертикальну вісь координат (вісь Х[уточнити]) прийнято осьовий меридіан. Горизонтальна вісь Y[уточнити] доповнює систему до правої і збігається у всіх зонах із лінією екватора. Перетин осей у кожній зоні приймається за початок координат. Додатними вважаються значення координат X на північ від лінії екватора (OY). Кут за годинниковою стрілкою від 0° до 360° між північним напрямком осі Х (вертикальною лінією кілометрової сітки) і напрямком на предмет є дирекційним кутом.
Дирекційні кути застосовують при виконанні зарубок або прокладанні полігонометричного ходу шляхом передання кутових вимірювань від напрямку з відомим дирекційним кутом до шуканих.
Дирекційні кути напрямків можуть визначатися геодезичним, магнітним, астрономічним і гіроскопічним способами, а також методами космічної геодезії.

## Взаємозв'язок дирекційного кута з іншими кутами орієнтування

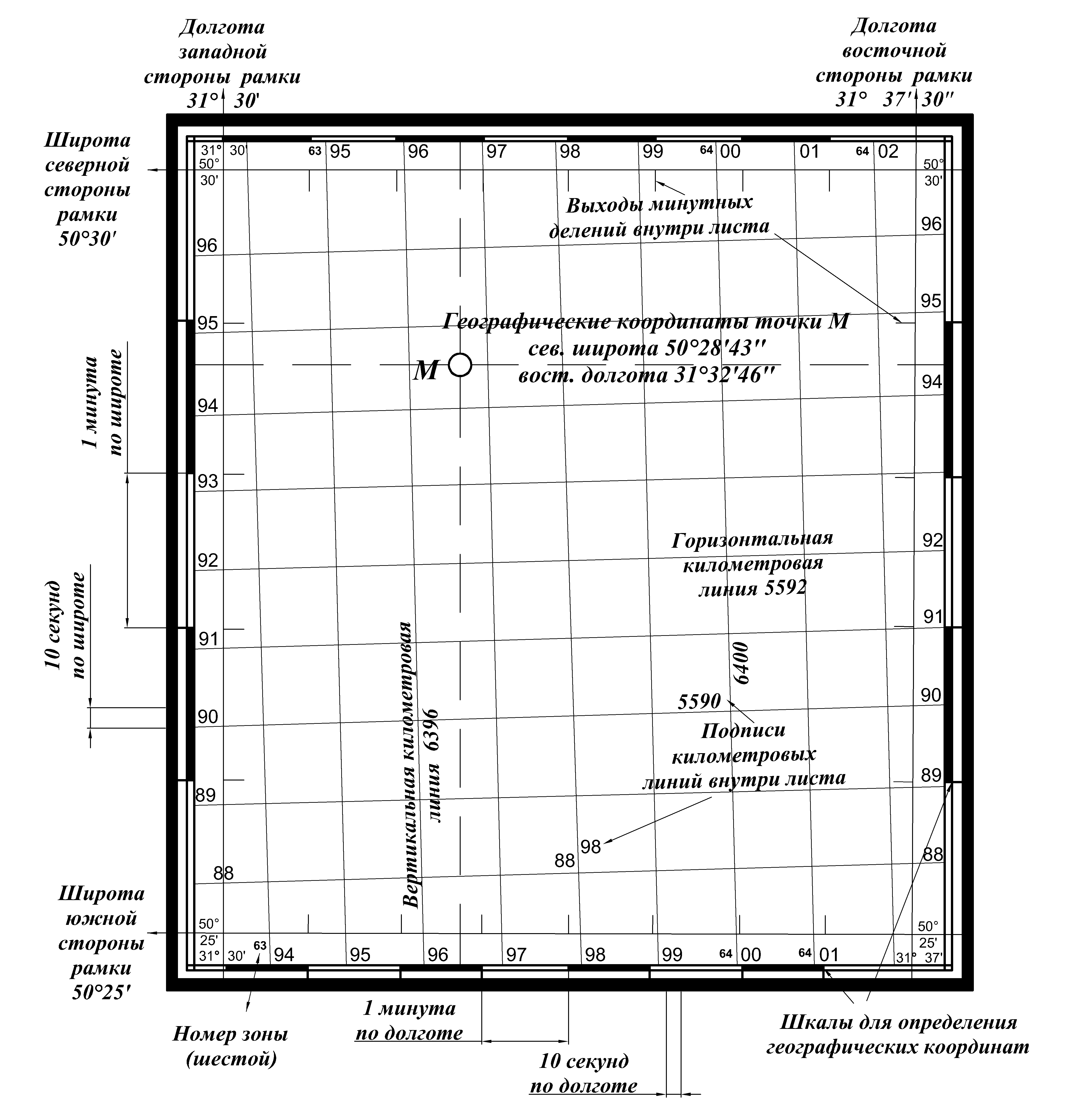
Шкали географічних координат і кілометрова сітка на карті масштабом 1:25000. Зіставлення кутових і прямокутних координат

### Магнітний азимут
Магнітний спосіб полягає у визначенні за допомогою магнітної стрілки компаса (бусолі) і за даними про схилення магнітної стрілки.
Наближені значення дирекційних кутів напрямків ({\displaystyle \alpha }) з точністю порядку 10-25 мінут можна обчислити зі значення магнітного азимуту напрямку ({\displaystyle Am}), визначеного за допомогою компаса або орієнтир-бусолі, що входить до комплекту додаткового обладнання теодолітів та тахеометрів. Орієнтир-бусоль призначена для визначення магнітних азимутів напрямів (з точністю 1-60 кутових секунд). Для переходу від магнітного азимуту до дирекційного кута необхідно знати схилення магнітної стрілки ({\displaystyle \gamma }), яке визначають, як правило, на вихідному геодезичному пункті в районі виконання робіт та зазначають на топографічних картах.
{\displaystyle \alpha =Am+\gamma .}

### Географічний азимут
Географічний азимут є дирекційним кутом.
{\displaystyle \alpha =Ag.}

### Геодезичний румб
Геодезичний румб та дирекційний кут пов'язані формулами: I чверть — {\displaystyle \alpha =r}
II чверть {\displaystyle 180-\alpha =r}
III чверть {\displaystyle \alpha -180=r}
IV чверть {\displaystyle 360-\alpha =r}

### Навігаційний румб
Зв'язок між навігаційним та дирекційним кутом встановлюється за формулою:
{\displaystyle \alpha =Ag\pm \gamma .}
- відхилення магнітної стрілки вліво відносно норду;
+ відхилення магнітної стрілки вправо відносно норду

### Зближення меридіанів
Зближення меридіанів — кут між істинним меридіаном та вертикальною лінією кілометрової сітки або лінією паралельною їй. Зближення меридіанів, яке зазначають на топографічних картах, стосується середньої (центральної) точки аркуша.

## Обернена геодезична задача
Дирекційний кут напряму на орієнтир можна обчислити, розв'язавши обернену геодезичну задачу, якщо відомі плоскі прямокутні координати початкової точки та орієнтиру.
Розв'язують обернену геодезичну задачу в такому порядку:
1) обчислюють прирости координат:
{\displaystyle \Delta X=X_{2}-X_{1},}
{\displaystyle \Delta Y=Y_{2}-Y_{1}.}
2) з розв'язку прямокутного трикутника визначають румб лінії:
{\displaystyle \mathrm {tg} r={\frac {\Delta Y}{\Delta X}}}.
звідки
{\displaystyle r=\operatorname {arctg} {\frac {\pm \Delta Y}{\pm \Delta X}}}
3) за знаками приростів координат і за відомим румбом лінії визначають дирекційний кут лінії
| № | Чверть (напрямок) | Зв'язок румба та дирекційного кута | Знак приросту {\displaystyle \Delta X} | Знак приросту {\displaystyle \Delta Y} |
| - | ----------------- | ---------------------------------- | -------------------------------------- | -------------------------------------- |
| 1 | північний схід    | {\displaystyle \alpha =r}          | +                                      | +                                      |
| 2 | південний схід    | {\displaystyle 180-\alpha =r}      | -                                      | +                                      |
| 3 | південний захід   | {\displaystyle \alpha -180=r}      | -                                      | -                                      |
| 4 | північний захід   | {\displaystyle 360-\alpha =r}      | +                                      | -                                      |

4) визначають горизонтальне прокладання (довжину лінії)
{\displaystyle D={\frac {\Delta X}{\operatorname {cos} \alpha }}}
{\displaystyle D={\frac {\Delta Y}{\operatorname {sin} \alpha }}}
{\displaystyle D={\sqrt {\Delta X^{2}+\Delta Y^{2}}}}.